# Arnaud Démare
Arnaud Démare (Beauvais, Oise, 26 de agosto de 1991) es un ciclista francés que desde el año 2023 corre para el equipo francés Arkéa-B&B Hotels.
Especialista en sprint, es campeón del mundo sub-23 en 2011, campeón de Francia en carretera en 2014, 2017 y 2020 y ganador del Vattenfall Cyclassics 2012 y Milán-San Remo 2016.
En las grandes vueltas, es ganador de etapas en el Tour de Francia y en el Giro de Italia.

## Biografía

### Inicios en categorías juveniles y amateur
Arnaud Démare nació el 26 de agosto de 1991 en Beauvais (Oise). Sus padres practicaban ciclismo. Obtuvo su primera licencia de ciclismo a los 5 años de edad en el Cyclo-Club de Fomiere, presidida por su tío. Comenzó en el ciclismo de montaña y en categoría júnior se pasó al ciclismo de carretera. En cadetes, logró buenos resultados, incluyendo un tercer lugar en el campeonato de Francia en esta categoría en 2007. Al año siguiente, se unió al equipo Wasquehal Junior. Comenzó a trabajar con Hervé Boussard, quien siguió siendo su entrenador hasta su muerte en 2013.
En 2009, ganó en solitario el Signal d'Écouves, un evento nacional juvenil, participó en un curso selectivo en Alençon. En ese año, ganó dos medallas en el Campeonato Internacional Júnior. Terminó tercero en el Campeonato Europeo de carretera júnior y segundo en el Campeonato del Mundo de carretera júnior. En 2010, se unió al equipo CC Nogent-sur-Oise. En julio, finalizó tercero en el Campeonato de Europa, justo por delante de su compañero Nacer Bouhanni. Después del sprint, Démare culpó a Bouhanni por haberlo avergonzado, los dos velocistas no colaboraron y finalmente terminaron a 3 segundos de los dos primeros. Unos días después, Démare ganó su primera victoria en una carrera UCI Europe Tour en el Gran Premio de Pérenchies. Al final de la temporada 2010, fue seleccionado por Bernard Bourreau para competir en el Campeonato Mundial en Ruta sub-23 en Melbourne, Australia, donde terminó quinto en la carrera en línea. Ganó la bicicleta de oro francesa en la categoría de joven promesa en la temporada 2010.
Su inicio de la temporada 2011 estuvo marcado por varias victorias el calendario amateur francés. Posteriormente, con el equipo de jóvenes promesas de Francia, ganó la La Côte Picarde y dos etapas de la Coupe des Nations Ville Saguenay. También terminó cuarto en la París-Roubaix sub-23. Démare finalizó 2011 en el equipo FDJ. También firmó un contrato de 2 años con este equipo. En julio, ganó el Gran Premio de Pont à Marcq-La Ronde Pévèloise, superando a Yauheni Hutarovich y Denis Flahaut en el sprint. Para su debut con el FDJ como stagiaire, participó en el Tour du Poitou-Charentes. Ya como compañero de equipo de Yauheni Hutarovich, quien ganó la segunda etapa de la carrera, Démare consiguió el tercer puesto de la primera etapa.
El 23 de septiembre de 2011, ganó el Campeonato Mundial en Ruta sub-23 en Copenhague, Dinamarca. Venció en el sprint final por delante de su compañero de equipo Adrien Petit, que lanzó el sprint.

### 2012: Debut profesional

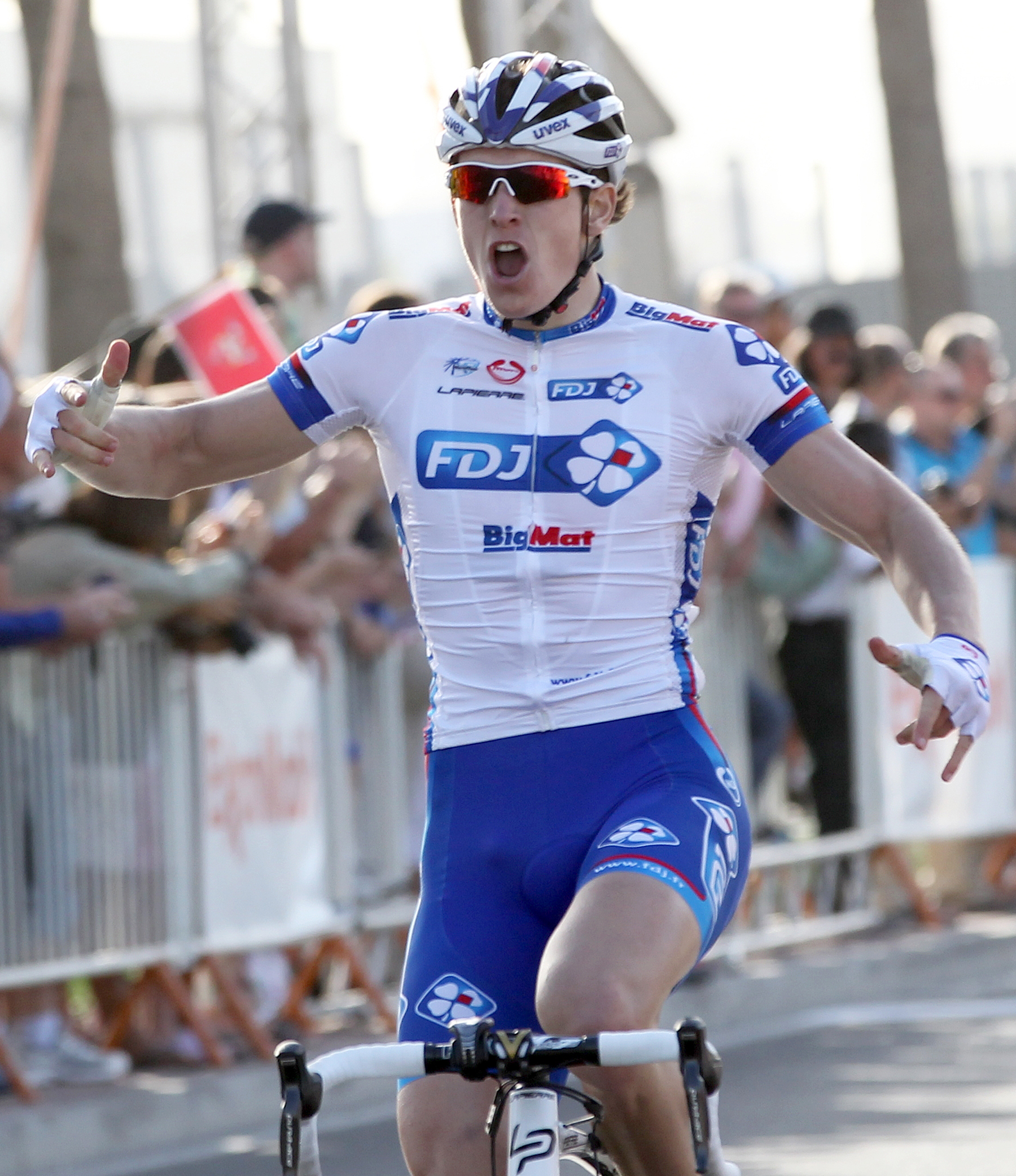
Arnaud Démare en su victoria de etapa en el Tour de Catar

En 2012, en su primera carrera profesional, ganó al sprint la sexta etapa del Tour de Catar, idealmente lanzado por Mickaël Delage. Terminó cuarto en la Kuurne-Bruselas-Kuurne antes de ganar Le Samyn tres días después. En su siguiente carrera, los Tres Días de Flandes Occidental, Démare, dominado por Francesco Chicchi en el sprint final de la primera etapa, ganó la segunda etapa, por delante del ruso Alexander Porsev del equipo Katusha. Luego ganó su primera victoria en Francia como profesional, en el Gran Premio Cholet-Pays de Loire. Preinscrito para la París-Roubaix en el equipo FDJ-BigMat, Démare no pudo participar debido a un dolor en una muñeca. Regresó a la competición el 12 de abril en el Gran Premio de Denain, donde finalizó quinto el sprint. Tres días después, terminó cuarto en la Tro Bro Leon.
Démare disputó en mayo su primera gran ronda, el Giro de Italia. Obtuvo como mejor resultado un cuarto puesto en la tercera etapa. Se dejó ver tres veces más durante las primeras diez etapas y se retiró durante la 14.ª etapa. Ganó al mes siguiente una etapa de la Ruta del Sur. Segundo en Halle-Ingooigem tras de su compañero de equipo Nacer Bouhanni el 20 de junio, Démare terminó una vez más por detrás de Bouhanni en el sprint del campeonato de Francia disputado en Saint-Amand-les-Eaux cuatro días después.
Démare fue uno de los cuatro corredores franceses seleccionados por Laurent Jalabert para la carrera en ruta de los Juegos Olímpicos de 2012. Ocupó el trigésimo lugar y finalizó cuarto en el sprint del pelotón. Tres semanas más tarde, el 19 de agosto, ganó su primera clásica del UCI World Tour en la Vattenfall Cyclassics frente a André Greipel. Con solo 20 años en esta victoria, se convirtió en el vencedor más joven en la historia de la clásica alemana.

### 2013

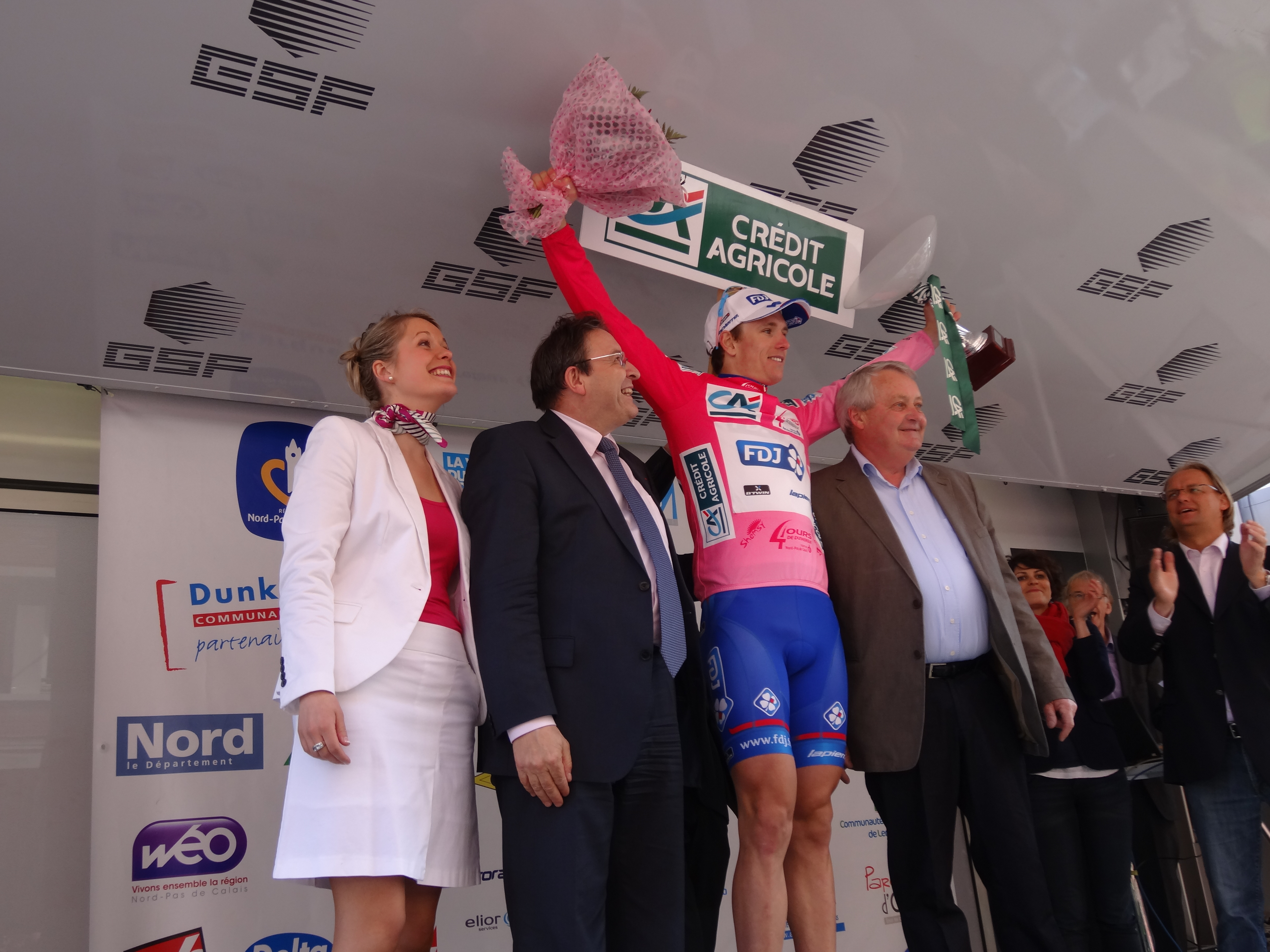
Arnaud Démare, en el podio después de su victoria en Cuatro Días de Dunkerque.

Arnaud Démare comenzó su temporada en enero en Australia, donde terminó segundo detrás de André Greipel en la primera etapa del Tour Down Under. Después de Tirreno-Adriático, Démare avanzó hacia su debut en Milán-San Remo (129.º) y las clásicas flamencas. Duodécimo en Gante-Wevelgem, consiguió dos lugares de honor en los sprints ganados por Peter Sagan y Mark Cavendish en los Tres días de La Panne, lo que le permitió liderar el evento durante una etapa. 24.º en el Tour de Flandes y 90.º en París-Roubaix en su primera participación en estas carreras, logró la primera victoria de la temporada al sprint el 11 de abril en el Gran Premio de Denain, donde venció a Bryan Coquard y Nacer Bouhanni. El 1 de mayo, Démare volvió a la senda de la victoria en el Norte-Paso de Calais, con los parciales de la primera, la segunda y la tercera etapa de los Cuatro Días de Dunkerque. También ganó la general de la carrera, su primera victoria en una carrera por etapas. Durante la Vuelta a Suiza, ganó la cuarta etapa frente a Goss, Degenkolb, Kristoff y Sagan. Al día siguiente, ocupó el tercer lugar en la quinta etapa. En agosto, ganó la RideLondon-Surrey Classic, en el trazado de los Juegos Olímpicos de 2012, una victoria que dedicó a Hervé Boussard, su entrenador, quien había fallecido hacía unas semanas. El 13 de agosto, ganó la segunda etapa del Eneco Tour, que le permitió tomar la delantera de la clasificación general que perdería al término de la cuarta etapa en favor de Lars Boom. El 22 de septiembre, ganó el Gran Premio de Isbergues, demostrando su motivación y su facilidad en las carreras del norte de Francia.

### 2014: Quince victorias

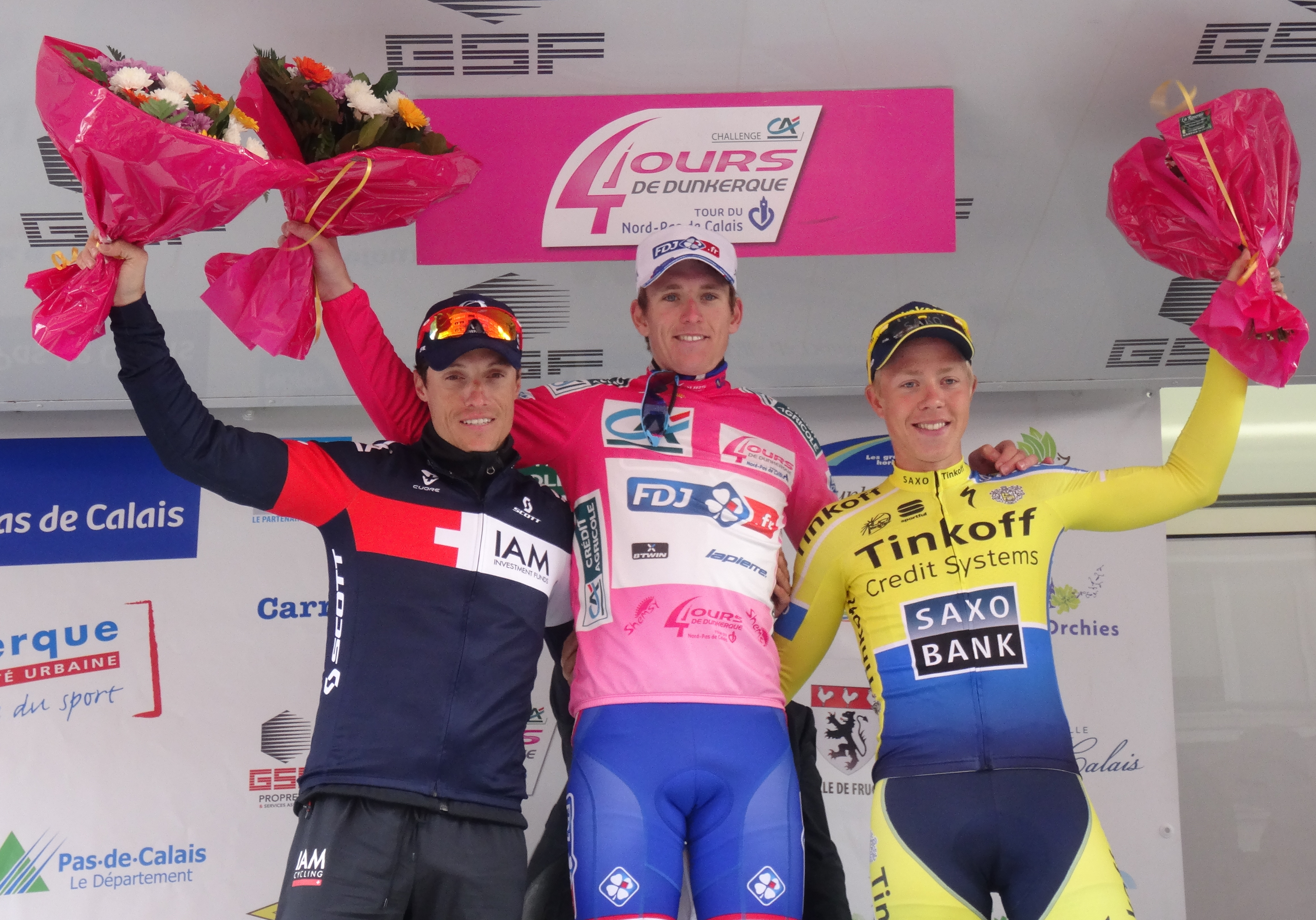
Podio de los Cuatro días de Dunkerque 2014: Sylvain Chavanel (2.º), Arnaud Démare (1.º), y Michael Valgren (3.º).

Arnaud Démare logró su primera victoria de la temporada en la sexta etapa del Tour de Catar. A finales de marzo, en el World Tour, Démare ocupó el segundo lugar en Gante-Wevelgem. John Degenkolb lo derrotó en el spinrt final y terminó por delante de Peter Sagan. En París-Roubaix, sufrió una caída y varios pinchazos. Terminó la carrera en duodécima posición. Después de esta carrera, anunció que extendería su contrato con FDJ.fr hasta finales de 2016.
De vuelta a la competencia en los Cuatro días de Dunkerque en mayo, Démare ganó las dos primeras etapas al sprint. En la defensa del primer puesto durante las etapas montañosas, logró mantener el liderato de la carrera y el maillot rosa contra sus oponentes, principalmente Sylvain Chavanel, segundo, para ganar la clasificación final en Dunkerque por segundo año consecutivo. Se unió a Jacques Anquetil y Freddy Maertens en ser los únicos que habían logrado previamente este encadenado de victorias. 
La semana siguiente, ganó dos etapas al sprint y la clasificación general del Tour de Picardie. Luego participó en junio sin éxito en Critérium du Dauphiné.
En un contexto de rivalidad interna en el equipo con Nacer Bouhanni, que se manifestó en la selección de los corredores para el Tour de Francia, solo se inscribió a un velocista y finalmente fue Démare. Esta decisión aceleró la salida del equipo de Bouhanni que se comprometió con el equipo Cofidis para 2015. En la semana siguiente, Démare ganó al sprint la Halle-Ingooigem y el campeonato de carretera francés donde FDJ.fr logró también el segundo lugar de Bouhanni, dos años después de un doble inverso.
Durante el Tour de Francia, obtuvo su mejor resultado con un tercer lugar en dos etapas. También fue compañero de equipo de Thibaut Pinot, que ocupó el tercer lugar en la clasificación general en París. Al final de la temporada, Démare ganó el Campeonato de Flandes, Gran Premio de Isbergues y la general de Tour de Eurométropole con tres etapas. Al final de la temporada, con sus quince victorias, el francés fue el segundo corredor más exitoso en términos de cantidad de la temporada en todas las carreras y circuitos continentales de la UCI detrás de André Greipel, quien obtuvo dieciséis. Sin embargo, no ganó ninguna carrera en el UCI WorldTour, a diferencia de rivales como Marcel Kittel, Greipel o su compañero de equipo Bouhanni.

### 2015: Fracaso en las clásicas, paso atrás en la jerarquía del sprint internacional
Arnaud Démare abordó el 2015 con el objetivo de involucrarse más en las principales carreras del calendario, y buscar resultados en las clásicas y, en particular, en París-Roubaix. Después de un comienzo de temporada sin victorias y con un segundo lugar detrás de André Greipel en la segunda etapa de París-Niza, Démare comenzó las clásicas donde no obtuvo ningún resultado significativo. El 127.º en Milán-San Remo, donde sufrió una caída, acabó el 23.º del Tour de Flandes, donde sufrió un problema mecánico, y el 37.º de París-Roubaix fue perturbado por un pinchazo.

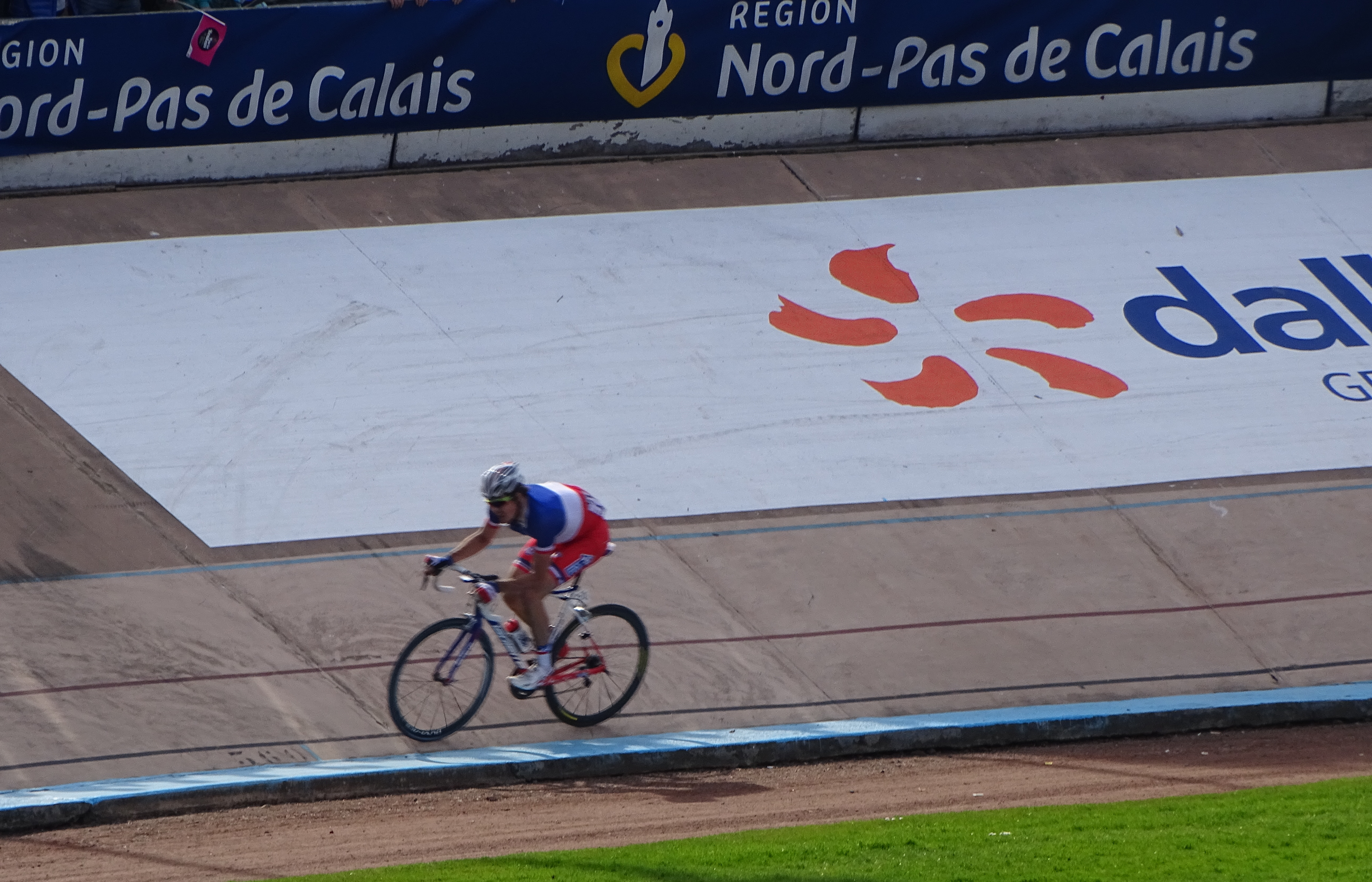
Llegada de la París-Roubaix de 2015 de Démare, en el velódromo de Roubaix.

Después de un mes sin competición, Démare reanudó la competición en el Tour de Picardie y luego ganó dos etapas de la Vuelta a Bélgica, donde estuvo por delante de Tom Boonen en ambas etapas. Seleccionado para el Tour de Francia, se sintió solo para los sprints, su equipo estuvo centrado en la lucha por la clasificación general con Thibaut Pinot. Démare obtuvo como el mejor resultado, sólo un quinto lugar en la etapa final en los Campos Elíseos. En el nivel del UCI WorldTour, terminó segundo detrás de Boonen en la tercera etapa del Eneco Tour y sexto en la Vattenfall Cyclassics que ganó Greipel.
Démare fue seleccionado por Francia para la carrera en línea del Campeonato Mundial de Richmond, Estados Unidos. Bryan Coquard le anunció al entrenador Bernard Bourreau el día del Gran Premio de Quebec que abandonaba la selección, lo que permitió confirmar la selección de Démare. Fue uno de los líderes franceses con el otro velocista Nacer Bouhanni, así como los puncheurs Julian Alaphilippe y Tony Gallopin. Bourreau creía que Démare y Bouhanni podían convivir, que las habilidades de Démare en las clásicas de Flandes eran útiles en una carrera que se aproximaba a ese perfil y declaró que en caso de un sprint, Bouhanni era el líder de la selección francesa. Démare ocupó el lugar 38.º en una carrera ganada en solitario por Peter Sagan.
Después de estos campeonatos del mundial, Démare compitió el cuatro de octubre en el Tour de Vendée, luego en París-Bourges y en el once en París-Tours. Al final de esta temporada, Démare no obtuvo ningún resultado significativo en las clásicas de Flandes y, por lo tanto, sólo obtuvo dos victorias, marcando un paso atrás en la jerarquía de los velocistas internacionales.

### 2016: Victoria en Milán-San Remo
En 2016, Arnaud Démare declaró apuntar a las clásicas de abril, el Giro de Italia, donde planeaba tener un equipo enfocado en él, y la carrera en línea del Campeonato Mundial de Catar. No deseaba participar en el Tour de Francia, no deseaba estar aislado en un equipo que buscara la clasificación general con Thibaut Pinot. Además de los campos de entrenamiento con su equipo, Démare llevó a cabo a finales de diciembre de 2015 una preparación individual por las Islas Canarias.
Al comienzo de la temporada, formó parte del equipo FDJ que ganó la primera etapa de La Méditerranéenne en la prueba de contrarreloj por equipos, que era la primera para el equipo francés a lo largo de su historia. Al día siguiente, fue el ganador de la segunda etapa, lo que le permitió liderar la carrera en lugar de su compañero de equipo Matthieu Ladagnous. A principios de marzo, ganó la primera etapa de París-Niza, pero luego abandonó este evento debido a un problema muscular. El 19 de marzo, en Milán-San Remo, donde se esperaba que aspirase a un lugar en la lista de los diez primeros, sufrió una caída a unos treinta kilómetros de la meta, pero logró con la ayuda de sus compañeros unirse al pelotón a pie del Poggio. La victoria se jugó al sprint y Démare, quien evitó la caída de Fernando Gaviria, ganó frente a Ben Swift y Jürgen Roelandts. Fue el primer francés desde Laurent Jalabert durante el Giro de Lombardía de 1997 en ganar un monumento del ciclismo. Quinto luego en Gante-Wevelgem, abandonó el Tour de Flandes después de una caída que también lo llevó a no participar en París-Roubaix.
En junio, su contrato con el equipo de FDJ se extendió hasta finales de 2018.
Démare fue seleccionado para la carrera en línea de los campeonatos del mundo. Fue uno de los líderes franceses con el otro velocista Nacer Bouhanni y contó con el apoyo de sus compañeros de equipo FDJ William Bonnet, Yoann Offredo y Marc Sarreau. No acabó la prueba y abandonó.

### 2017: Campeón de Francia y primera victoria en el Tour de Francia.

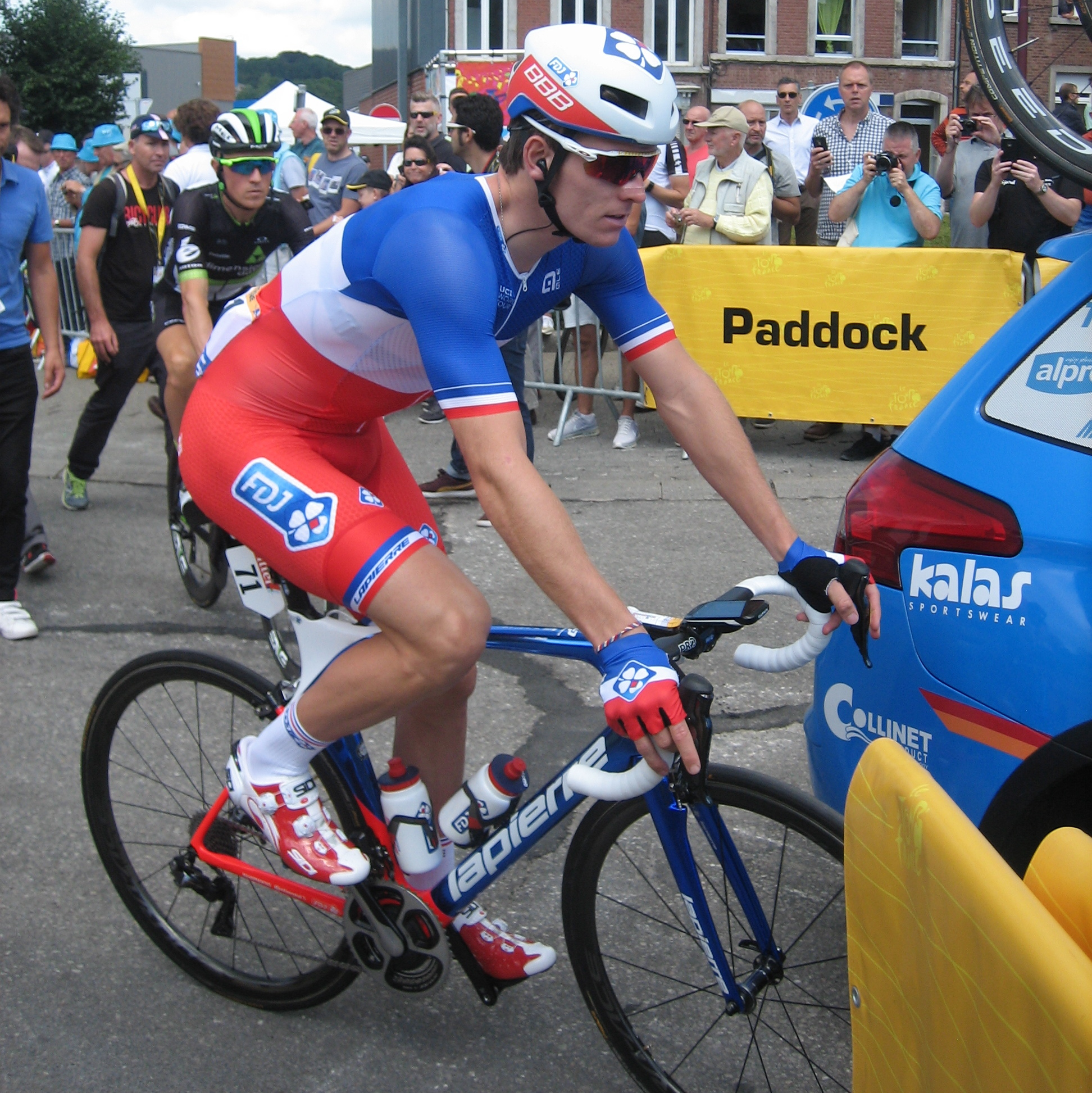
Con el maillot de campeón de Francia (en 2017).

En 2017, Arnaud Démare apuntó a las clásicas de abril y al Tour de Francia, donde debía beneficiarse del apoyo de más compañeros de equipo que durante sus participaciones anteriores, el líder de FDJ para clasificaciones generales, Thibaut Pinot, priorizó el Giro de Italia para esa temporada. Para ayudarlo en los sprints, el equipo reclutó a Davide Cimolai, Jacopo Guarnieri e Ignatas Konovalovas, Marc Sarreau y Mickaël Delage completando el "tren" de Démare. En su preparación en la Estrella de Bessèges, Démare ganó la primera y cuarta etapa, ambas por delante de Alexander Kristoff. En París-Niza, la primera etapa estuvo marcada por cotas y un ataque de Julian Alaphilippe en la última dificultad del día. Solo Démare logró seguirlo y luego lo dominó en el sprint y tomó el liderazgo de la clasificación general. 
Luego terminó sexto en Milán-San Remo, terminando tercero en el sprint pelotón, luego de ser sorprendido por Michał Kwiatkowski, Peter Sagan y Julian Alaphilippe. A principios de abril se instaló en el sprint del primer grupo de caza en París-Roubaix, terminando sexto.
El 25 de junio de 2017, dominó a Nacer Bouhanni en el sprint y se convirtió por segunda vez en campeón del ciclismo de carretera de Francia, esta vez en Saint-Omer. De acuerdo con los objetivos definidos al comienzo de la temporada, Démare se presentó en el Tour de Francia como líder de su equipo y tuvo varios corredores a su servicio para los sprints. Segundo en la segunda etapa detrás de Marcel Kittel, Démare ganó el 4 de julio en Vittel su primera victoria en el Tour de Francia durante la cuarta etapa. En un final desdibujado por las caídas que condujeron al abandono del corredor Mark Cavendish y la exclusión de Peter Sagan de la carrera, Démare adelantó a Alexander Kristoff y se puso, por primera vez en su carrera, el jersey verde, un jersey distintivo que esperaba ganar en París. Terminó en segundo lugar en la sexta etapa, pero luego se quejó de problemas de alimentación, y fue descalificado después de terminar fuera de control en la novena etapa.

### 2018: Segunda victoria de etapa en el Tour de Francia

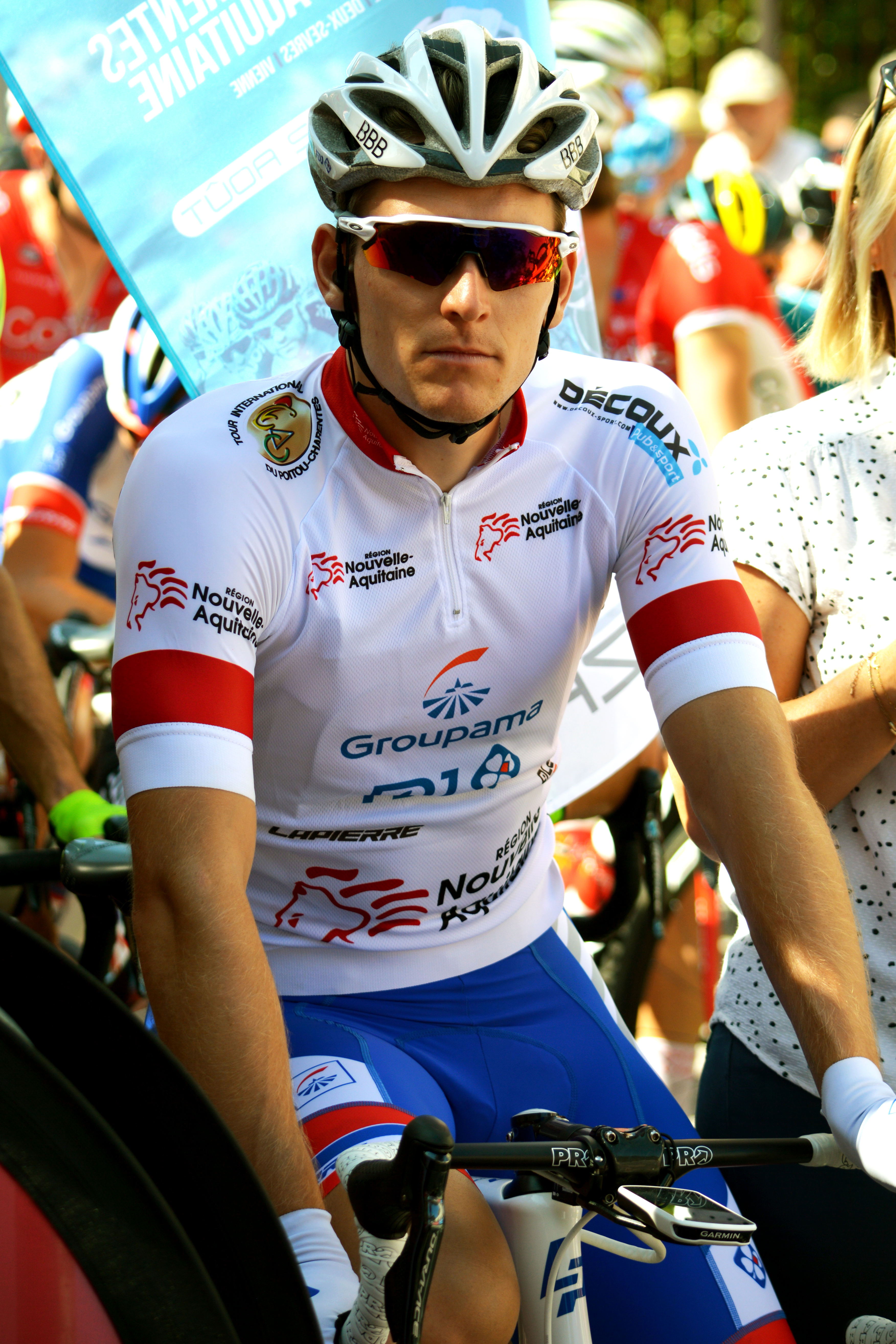
Arnaud Démare con la camiseta de líder general en el Tour Poitou-Charentes 2018.

En la primera parte de la temporada 2018, ganó por poco en el final cuesta arriba de la primera etapa de París-Niza. Después de terminar segundo en Kuurne-Bruselas-Kuurne y tercero en Milán-San Remo, terminó tercero en Gante-Wevelgem, logrando su tercer podio de la temporada en una clásica. Confirmaba sus habilidades en este tipo de carreras.
Al regresar a la competencia en junio en la Vuelta a Suiza, ganó la octava etapa al sprint por delante de Fernando Gaviria y Alexander Kristoff. El 26 de julio, durante la 18.ª etapa del Tour de Francia que llegaba a Pau, ganó al sprint por delante de Christophe Laporte. En agosto terminó segundo en la EuroEyes Cyclassics. El mismo mes, participó en el Tour de Poitou-Charentes. Él ganó todas las etapas, que incluyeron una contrarreloj, y, por lo tanto, la clasificación general y la clasificación de puntos. En septiembre, terminó segundo en el Gran Premio de Fourmies detrás del velocista alemán Pascal Ackermann.

### 2019: Primera victoria de etapa en el Giro de Italia
Abrió su racha ganadora el 21 de mayo, donde ganó su primera victoria en el Giro de Italia durante la décima etapa. Ganó frente a Elia Viviani y Caleb Ewan, aprovechando una caída que desorganizó completamente al pelotón unos metros antes del final.

## Estilo
Arnaud Démare es un corredor especialista en finales al sprint. Principalmente corre sus carreras con compañeros de equipo dedicados a preparar las llegadas como Mickaël Delage. También es un corredor que se defiende en pruebas de pavé y clásicas de un día, como lo son las clásicas belgas y del norte de Francia.

## Palmarés
| 2010 (como amateur) - Gran Premio de la Villa de Pérenchies - 2 etapas de la Coupe des Nations Ville Saguenay 2011 (como amateur) - La Côte Picarde - 2 etapas de la Coupe des Nations Ville Saguenay - G. P. de Pont à Marcq-La Ronde Pévèloise - 1 etapa del Tour de Alsacia - Campeonato Mundial en Ruta sub-23 2012 - 1 etapa del Tour de Catar - Le Samyn - 1 etapa de los Tres Días de Flandes Occidental - Gran Premio Cholet-Pays de Loire - 1 etapa de la Ruta del Sur - 2.º en el Campeonato de Francia en Ruta - Vattenfall Cyclassics 2013 - Gran Premio de Denain - Cuatro Días de Dunkerque, más 3 etapas - 1 etapa de la Vuelta a Suiza - RideLondon-Surrey Classic - 1 etapa del Eneco Tour - Gran Premio de Isbergues 2014 - 1 etapa del Tour de Catar - Cuatro Días de Dunkerque, más 2 etapas - Tour de Picardie, más 2 etapas - Halle-Ingooigem - Campeonato de Francia en Ruta - Campeonato de Flandes - Gran Premio de Isbergues - Tour de Eurométropole, más 3 etapas 2015 - 2 etapas de la Vuelta a Bélgica 2016 - 1 etapa de La Méditerranéenne - 1 etapa de la París-Niza - Milán-San Remo - 1 etapa de la Ruta del Sur - Binche-Chimay-Binche 2017 - 2 etapas de la Estrella de Bessèges - 1 etapa de la París-Niza - Gran Premio de Denain - 1 etapa de los Cuatro Días de Dunkerque - 1 etapa del Critérium del Dauphiné - Halle-Ingooigem - Campeonato de Francia en Ruta - 1 etapa del Tour de Francia - Brussels Cycling Classic | 2018 - 1 etapa de la París-Niza - 1 etapa de la Vuelta a Suiza - 1 etapa del Tour de Francia - Tour de Poitou-Charentes, más 5 etapas 2019 - 1 etapa del Giro de Italia - 2 etapas de la Ruta de Occitania - 1 etapa del Tour de Valonia - 1 etapa del Tour de Eslovaquia 2020 - Milán-Turín - Tour de Valonia, más 2 etapas - Campeonato de Francia en Ruta - 2.º en el Campeonato Europeo en Ruta - Tour Poitou-Charentes en Nueva Aquitania, más 3 etapas - 1 etapa del Tour de Luxemburgo - 4 etapas del Giro de Italia, más clasificación por puntos 2021 - La Roue Tourangelle - 2 etapas de la Vuelta a la Comunidad Valenciana - Boucles de la Mayenne, más 3 etapas - 1 etapa de la Ruta de Occitania - París-Tours 2022 - 3 etapas del Giro de Italia, más clasificación por puntos - 1 etapa de la Ruta de Occitania - 1 etapa del Tour de Polonia - 2.º en el Campeonato Europeo en Ruta - Gran Premio de Isbergues - París-Tours 2023 - 1 etapa de la Boucles de la Mayenne - Brussels Cycling Classic - Tour de Vendée - París-Bourges 2024 - 1 etapa del Tour Poitou-Charentes en Nueva Aquitania - París-Chauny |

## Resultados

### Grandes Vueltas
| Carrera | Carrera         | 2012 | 2013 | 2014  | 2015  | 2016 | 2017  | 2018  | 2019  | 2020  | 2021  | 2022  | 2023 | 2024  | 2025  |
| ------- | --------------- | ---- | ---- | ----- | ----- | ---- | ----- | ----- | ----- | ----- | ----- | ----- | ---- | ----- | ----- |
|         | Giro de Italia  | Ab.  | —    | —     | —     | Ab.  | —     | —     | 123.º | 121.º | —     | 130.º | —    | —     | —     |
|         | Tour de Francia | —    | —    | 159.º | 138.º | —    | F. c. | 141.º | —     | —     | F. c. | —     | —    | F. c. | 153.º |
|         | Vuelta a España | —    | —    | —     | —     | —    | —     | —     | —     | —     | 96.º  | —     | —    | —     | —     |

### Clásicas, Campeonatos y JJ.OO.
| Carrera                 | Carrera                 | 2012  | 2013          | 2014          | 2015          | 2016  | 2017          | 2018          | 2019          | 2020          | 2021 | 2022  | 2023 | 2024 | 2025 |
| ----------------------- | ----------------------- | ----- | ------------- | ------------- | ------------- | ----- | ------------- | ------------- | ------------- | ------------- | ---- | ----- | ---- | ---- | ---- |
| Omloop Het Nieuwsblad   | Omloop Het Nieuwsblad   | —     | —             | 10.º          | 10.º          | 82.º  | 20.º          | 9.º           | —             | —             | —    | —     | —    | —    | —    |
| Kuurne-Bruselas-Kuurne  | Kuurne-Bruselas-Kuurne  | 4.º   | —             | 22.º          | —             | 11.º  | 6.º           | 2.º           | —             | —             | 37.º | —     | —    | 44.º | 14.º |
|                         | Milán-San Remo          | —     | 129.º         | 34.º          | 127.º         | 1.º   | 6.º           | 3.º           | 32.º          | 24.º          | 26.º | 10.º  | 51.º | 43.º | —    |
| A Través de Flandes     | A Través de Flandes     | —     | —             | —             | —             | —     | 38.º          | —             | 69.º          | X             | 21.º | —     | —    | —    | 64.º |
| E3 BinckBank Classic    | E3 BinckBank Classic    | —     | —             | —             | —             | 101.º | —             | 56.º          | 34.º          | X             | —    | —     | —    | —    | —    |
| Gante-Wevelgem          | Gante-Wevelgem          | 143.º | 12.º          | 2.º           | 15.º          | 5.º   | 78.º          | 3.º           | 67.º          | —             | 44.º | 10.º  | 79.º | 60.º | 59.º |
|                         | Tour de Flandes         | —     | 24.º          | Ab.           | 23.º          | Ab.   | 56.º          | 15.º          | 28.º          | —             | —    | —     | —    | —    | 58.º |
| Scheldeprijs            | Scheldeprijs            | —     | 28.º          | 21.º          | —             | —     | 122.º         | Ab.           | —             | —             | Ab.  | —     | —    | —    | —    |
|                         | París-Roubaix           | —     | 90.º          | 12.º          | 37.º          | —     | 6.º           | 61.º          | 17.º          | X             | 34.º | —     | —    | —    | Ab.  |
| Cyclassics Hamburg      | Cyclassics Hamburg      | 1.º   | 10.º          | 45.º          | 6.º           | 34.º  | 2.º           | 2.º           | 8.º           | X             | X    | Ab.   | 4.º  | 12.º |      |
| Bretagne Classic        | Bretagne Classic        | 42.º  | Ab.           | —             | —             | Ab.   | Ab.           | —             | 34.º          | —             | —    | 122.º | —    | —    |      |
| Gran Premio de Quebec   | Gran Premio de Quebec   | —     | —             | —             | 49.º          | —     | 71.º          | —             | —             | X             | X    | —     | —    | —    |      |
| Gran Premio de Montreal | Gran Premio de Montreal | —     | —             | —             | Ab.           | —     | Ab.           | —             | —             | X             | X    | —     | —    | —    |      |
| París-Tours             | París-Tours             | —     | 3.º           | 42.º          | 12.º          | 2.º   | —             | 14.º          | 4.º           | —             | 1.º  | 1.º   | 8.º  | 52.º |      |
| JJ. OO. (Ruta)          | JJ. OO. (Ruta)          | 30.º  | No se disputó | No se disputó | No se disputó | —     | No se disputó | No se disputó | No se disputó | No se disputó | —    | ND    | ND   | —    |      |
| Mundial en Ruta         | Mundial en Ruta         | —     | —             | —             | 38.º          | Ab.   | —             | —             | —             | —             | 56.º | —     | —    | —    |      |
| Europeo en Ruta         | Europeo en Ruta         | X     | X             | X             | X             | —     | —             | —             | 9.º           | 2.º           | —    | 2.º   | 73.º | 11.º |      |
| Francia en Ruta         | Francia en Ruta         | 2.º   | 20.º          | 1.º           | 50.º          | Ab.   | 1.º           | 14.º          | 11.º          | 1.º           | Ab.  | 6.º   | —    | 62.º |      |

—: No participa 

Ab.: Abandona 

F. c.: descalificado por "fuera de control"

X: No se disputó

## Equipos
- FDJ (2011[1] -2023)
  - FDJ (2011)[1]
  - FDJ-Big Mat (2011-2012)
  - FDJ (2013)
  - FDJ.fr (2014)
  - FDJ (2015-2018)
  - Groupama-FDJ (2018-2023)[2]
- Arkéa Samsic (2023-[3])
  - Arkéa Samsic (2023)
  - Arkéa-B&B Hotels (2024-)